# Анет Дьоц
Анет Дьоц (на нидерландски: Annette Duetz) е холандска ветроходка в клас 49erFX, четирикратна световна шампионка от 2018 г.,  2019 г., 2022 г. и 2024 г. и олимпийска медалистка от Олимпийските игри в Париж през 2024 г. (злато) и Олимпийските игри в Токио през 2021 г. (бронз).

## Биография
Дьоц е родена на 29 юни 1993 г. в Зедам, Нидерландия.
През 2021 г., на Олимпийските игри в Токио, заедно с Анемиек Бекеринг печели бронз. След олимпиадата Бекеринг се оттегля от състезателна дейност и Дьоц започва да се състезава с Одил ван Аанхолт. Заедно с Ван Аанхолт печели световните си титли през 2022 г. и 2024 г. и олимпийското злато в Париж през 2024 г.